# Adrienne Camp
Adrienne "Adie" Camp (sinh ngày 12 tháng 7 năm 1981) là một ca sĩ và nhạc sĩ người Nam Phi, người được biết đến như ca sĩ chính của ban nhạc rock The Benjamin Gate của Christian trước khi nhóm tan rã vào năm 2003. Cô cũng đóng góp một phần vào các album của các nghệ sĩ khác, cụ thể là song ca của cô với rapper John Reuben được thể hiện trong album Professional Rapper và giọng hát nền của cô trong album của Jeremy Camp Restored and Live Unplugged, sau khi The Benjamin Gate tan rã.
Cô hiện đang làm việc dưới cái tên "Adie" và phát hành album solo đầu tay của mình Don't Wait vào ngày 26 tháng 9 năm 2006. Album này được đồng sản xuất bởi chồng cô Jeremy Camp. Bài hát "Your Way" của cô đã lọt vào Top 15 trên bảng xếp hạng Christian R & R Magazine vào tháng 5 năm 2007. Bản phát hành thứ hai của cô, tựa đề "Just You and Me", được phát hành vào tháng 3 năm 2010.

## Đời tư
Vào tháng 12 năm 2003, Liesching kết hôn với Jeremy Camp. Cặp đôi này gặp nhau trong một chuyến lưu diễn kéo dài ba tháng vào năm 2002. Họ có hai con gái và một con trai: Isabella 'Bella' Rose Camp (sinh ngày 25 tháng 9 năm 2004), Arianne 'Arie' Mae Camp (sinh ngày 5 tháng 4 năm 2006)  và Egan Thomas Camp (sinh ngày 17 tháng 8 năm 2011).

## Đánh giá về giọng hát
Todd Hertz của Christinaity Today mô tả giọng hát của Camp là "đáng yêu và dữ dội", một "sự kết hợp kỳ lạ của sự giao thoa của Bjork và sức mạnh của Shirley Manson."  Một nhà phê bình viết cho tờ Daily Herald của Arlington Heights, Illinois đã mô tả giọng hát của Camp như sự hòa trộn giữa Gwen Stefani, Aimee Echo, Christina Aguilera và Shakira, trong khi đó nó "vẫn rất độc đáo và khác biệt".